# Jan van Schijndel
Jan van Schijndel (ur. 4 marca 1927 w Schiedamie, zm. 28 lutego 2011 tamże) – piłkarz holenderski grający na pozycji pomocnika. W swojej karierze rozegrał 17 meczów i zdobył 1 gola w reprezentacji Holandii.

## Kariera klubowa
W swojej karierze piłkarskiej van Schijndel grał w klubie SVV Schiedam. Zadebiutował w nim w 1945 roku i grał w nim do 1960 roku. W sezonie 1948/1949 wywalczył z SVV tytuł mistrza Holandii, a także zdobył Superpuchar Holandii.

## Kariera reprezentacyjna
W reprezentacji Holandii van Schijndel zadebiutował 13 marca 1949 roku w zremisowanym 3:3 towarzyskim meczu z Belgią, rozegranym w Amsterdamie. W 1952 roku był w kadrze Holandii na igrzyska olimpijskie w Helsinkach. Od 1949 do 1955 roku rozegrał w kadrze narodowej 17 meczów i strzelił 1 bramkę.